# البريد الأرجنتيني
خدمة البريد الرسمية لجمهورية الأرجنتين ( الإسبانية: Correo Oficial de la República Argentina (المعروفة باسم "كوريو أرجنتينو" منذ خصخصتها عام ١٩٩٧ ) هي شركة مملوكة للدولة تُغطي خدمات البريد في الأرجنتين . وهي شركة مساهمة تابعة لمكتب رئيس مجلس الوزراء .

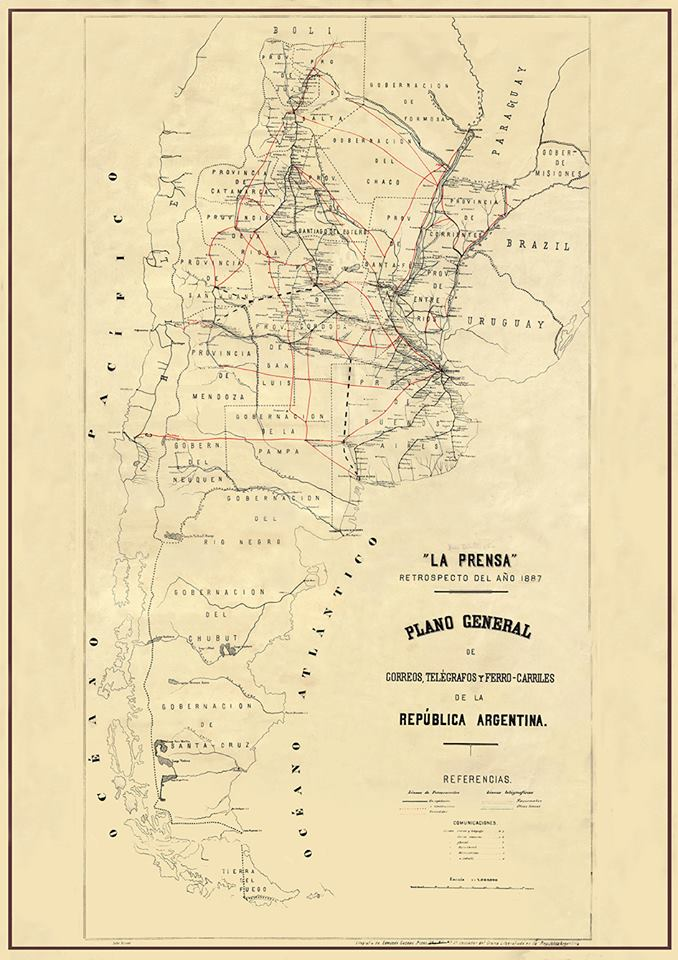
شبكة البريد الأرجنتينية، ١٨٧٧

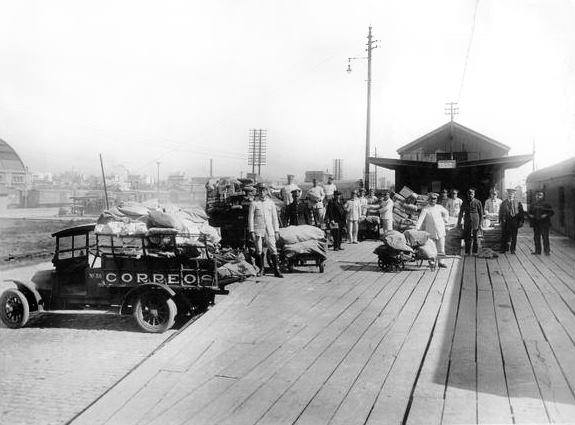
موظفو البريد ومركباتهم، حوالي عام 1910

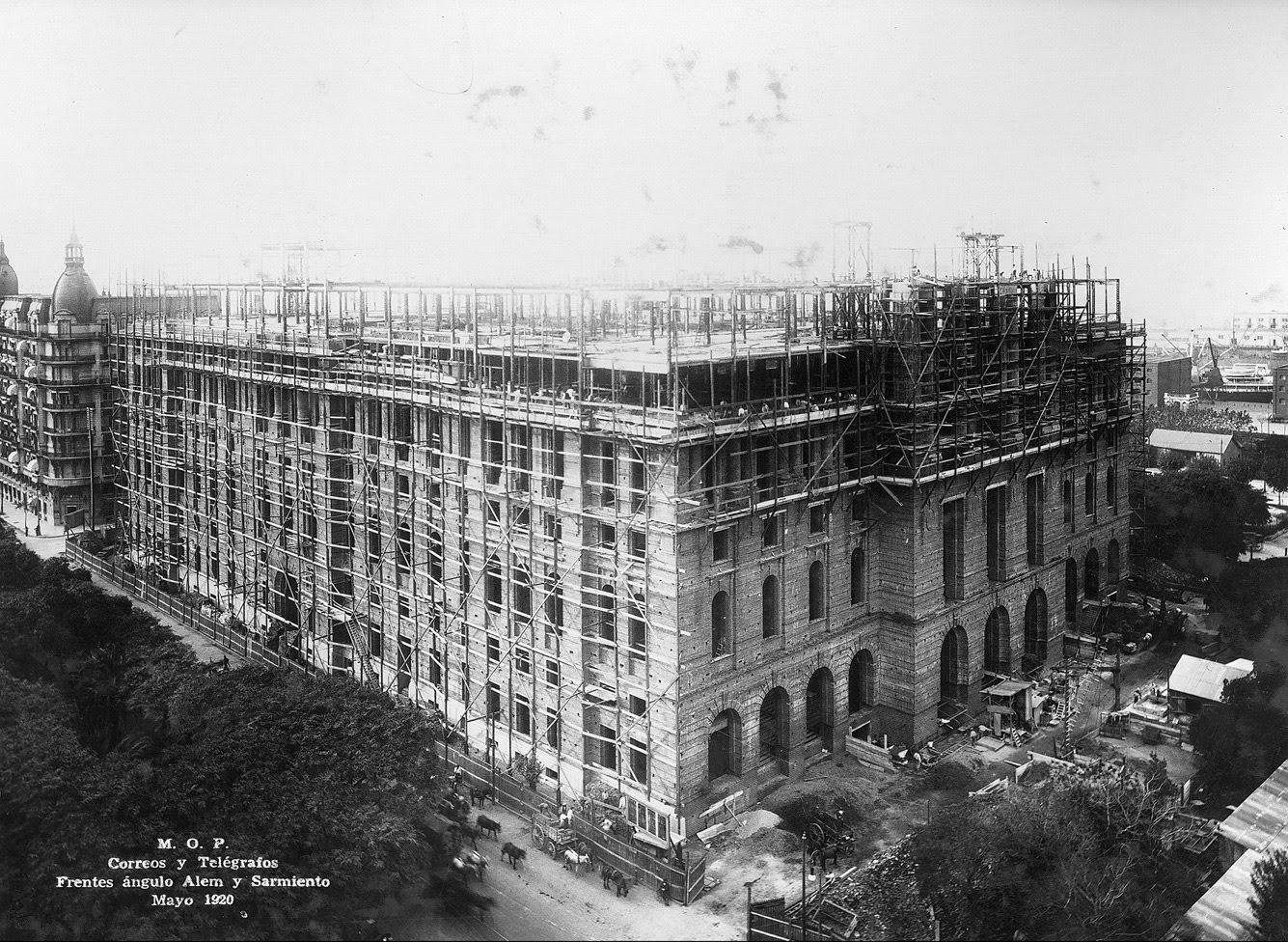
قصر البريد المركزي عام 1920

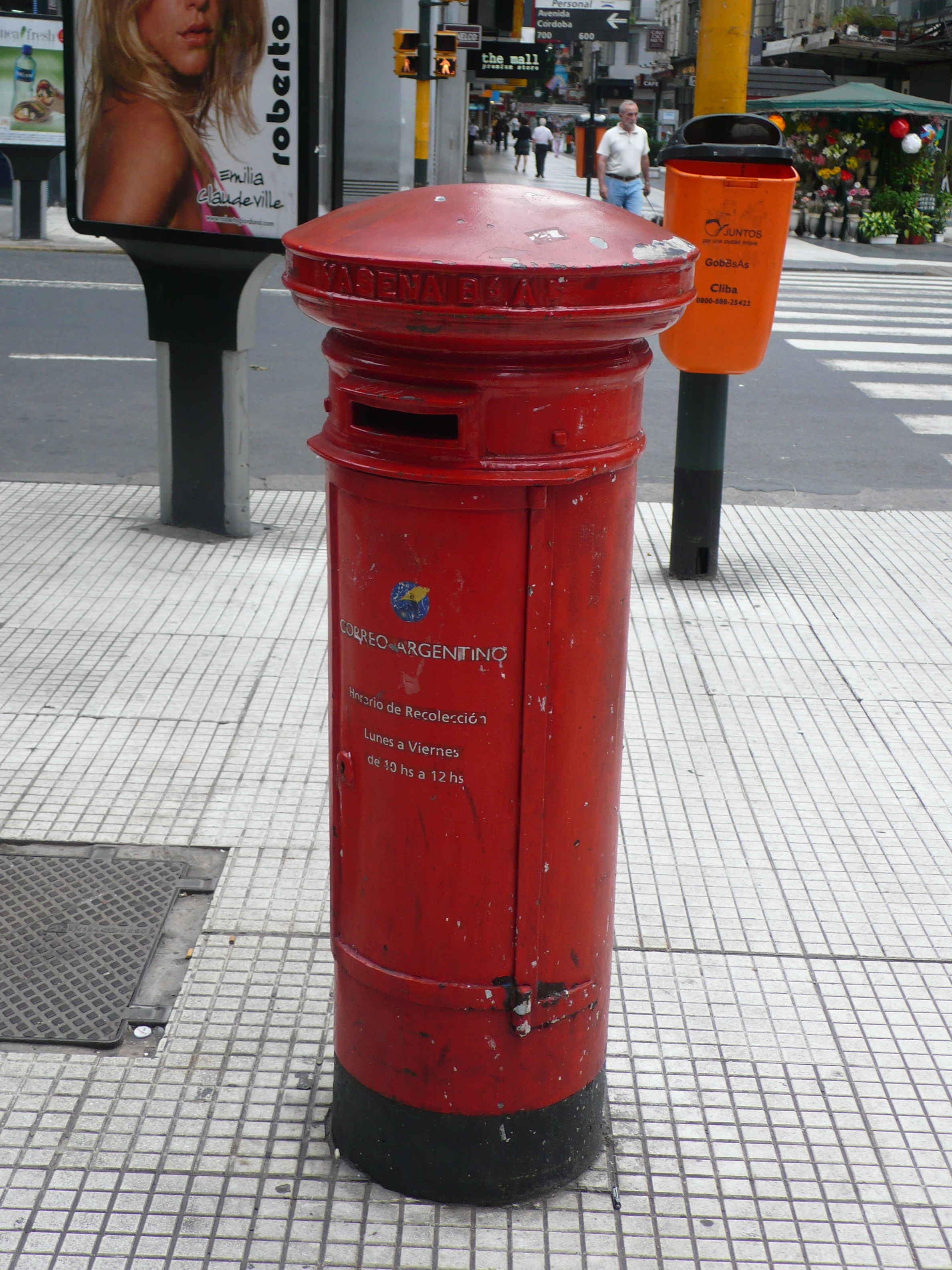
صندوق بريد يحمل شعار كوريو أرجنتينو في بوينس آيرس، 2008

## أنظر أيضاً
- مكتب البريد المركزي في بوينس آيرس
- مركز كيرشنر الثقافي
- الرموز البريدية في الأرجنتين
- الاتصالات في الأرجنتين
- الاتحاد البريدي للأمريكتين وإسبانيا والبرتغال
- الاتحاد البريدي العالمي

## روابط خارجية
- الموقع الرسمي